# Мелькиор, Поль
Барон Поль Мелькиор (фр. Paul Jacques Léon Camille Melchior; 1925—2004) — бельгийский астроном, геофизик и геодезист.

## Биография
Родился в Мон-сюр-Маршан, окончил Брюссельский университет. С 1949 работал в Королевской обсерватории Бельгии в Уккле (с 1981 по 1990 — директор), с 1963 — также профессор Лувенского университета. С 1959 — директор Международного центра по изучению земных приливов в Уккле.
Основные труды в области геодинамики, изучения вращения Земли и приливных деформаций Земли. В монографии «Земные приливы» (1966, рус. пер. 1968) дал полный обзор современных теоретических и экспериментальных данных о  земных приливах. Установил связь между коэффициентами разложения приливообразующей силы и нутационными колебаниями земной оси. Совместно с Р. Дежаффи определил склонения звезд Международной службы широты на меридианном круге обсерватории в Уккле и составил в 1969 каталог склонений и собственных движений этих звезд на основе всех проведенных к тому времени наблюдений. Работа была выполнена в рамках международной программы по созданию Сводного каталога звёзд. Автор монографии «Физика и динамика планет» (т. 1-4, 1971—1973, рус. пер. 1975—1976).
Президент Комиссии N 19 «Изучение вращения Земли» Международного астрономического союза (1967—1970), генеральный секретарь Международного геодезического и геофизического союза (1975—1978).